# Replay (álbum)
Replay é o primeiro álbum de estúdio do cantor britânico Iyaz, lançado em 4 de junho de 2010 pela gravadora Reprise Records. O álbum foi produzido por Iyaz e J. R. Rotem. Era originalmente intitulado como My Life como um pedido de Iyaz, mas foi nomeado e a data adiada, para não competir com o álbum I'm Alive, I'm Dreaming de The Ready Set, lançado pela mesma gravadora.

## Faixas
| Edição padrão |                  |                                                                  |                              |         |  |
| N.º           | Título           | Compositor(es)                                                   | Produtor(es)                 | Duração |  |
| 1.            | "Replay"         | Theron Thomas, Timothy Thomas, Jonathan Rotem, Jason Desrouleaux |                              | 3:01    |  |
| 2.            | "Solo"           | Rotem, August Rigo                                               |                              | 3:14    |  |
| 3.            | "So Big"         |                                                                  |                              | 3:22    |  |
| 4.            | "OK"             |                                                                  |                              | 3:45    |  |
| 5.            | "Breathe"        | Rotem                                                            |                              | 3:40    |  |
| 6.            | "Heartbeat"      | J.R. Rotem, David D.A. Doman                                     | J.R. Rotem, David D.A. Doman | 3:23    |  |
| 7.            | "There You Are"  |                                                                  |                              | 3:37    |  |
| 8.            | "Stacy"          | Thomas, Thomas                                                   |                              | 4:04    |  |
| 9.            | "Look at Me Now" | Rotem                                                            |                              | 3:05    |  |
| 10.           | "Friend"         | Dean Martin                                                      |                              | 3:41    |  |
| 11.           | "Goodbye"        | Mynority Jose Aguirre Lopez                                      | Mynority                     | 3:22    |  |

## Posições
| Posições (2010)                    | Melhores posições |
| ---------------------------------- | ----------------- |
| Bélgica - Belgian Albums Chart     | 68                |
| Grécia - Greek Albums Chart        | 18                |
| Países Baixos - Dutch Albums Chart | 61                |
| Reino Unido - UK Albums Chart      | 26                |
| Reino Unido - UK R&B Albums Chart  | 8                 |
| Suíça - Swiss Albums Chart         | 35                |

## Histórico de lançamento
| País           | Data                   | Gravadora                    |
| -------------- | ---------------------- | ---------------------------- |
| Irlanda        | 4 de junho de 2010     | Beluga Heights, Reprise      |
| Reino Unido    | 7 de junho de 2010     | Beluga Heights, Reprise      |
| Japão          | 9 de junho de 2010     | Beluga Heights, Reprise      |
| Brasil         | 19 de julho de 2010    | Beluga Heights, Warner Bros. |
| Estados Unidos | 9 de fevereiro de 2010 | Beluga Heights, Reprise      |